# Tord mosquiter de Fraser
El tord mosquiter de Fraser (Stizorhina fraseri) és un ocell de la família dels túrdids (Turdidae).

## Hàbitat i distribució
Habita els boscos de les terres baixes del sud de Camerun, l'illa de Bioko, Guinea Equatorial, el Gabon, República del Congo, República Centreafricana, nord, nord-est, sud i est de la República Democràtica del Congo, oest del Sudan del Sud i Uganda, nord i centre d'Angola, nord-oest de Zàmbia i l'extrem nord-oest de Tanzània.